# Marjan Kelner
Marjan Kelner, bivši slovenski kolesar, * 1. oktober 1980.
Tekmoval je za Kolesarski klub Perutnina Ptuj.